# Georges Baladié
Pas d'image ? Cliquez ici

a Compétitions nationales et continentales officielles uniquement.

b Matchs officiels uniquement.
Dernière mise à jour le 17 janvier 2025.
Georges Baladié (né le 20 mai 1917 à Ville-d'Avray, en Seine-et-Oise (aujourd'hui dans les Hauts-de-Seine), et mort le 18 novembre 1998 à Mouleydier en Dordogne) est un ancien joueur international français de rugby à XV. 

## Biographie
Georges Baladié a joué au poste d'ailier gauche, mais pouvait évoluer aussi au centre.

## Palmarès

### Avec leSU Agen
- Championnat de France de première division :
  - Champion (1) : 1945
  - Finaliste (1) : 1943
- Coupe de France :
  - Vainqueur (1) : 1943

## Sélections nationales
- 5 fois international de 1945 à 1946